# Der Todesreifen
Der Todesreifen (Originaltitel: Suspense) ist ein US-amerikanischer Kriminalfilm aus dem Jahr 1946 von Frank Tuttle mit Belita und Barry Sullivan in den Hauptrollen.

## Handlung
Nachdem der Gauner Joe Morgan New York verlassen hat, bekommt er in Los Angeles einen Job bei dem Eisrevue-Manager Frank Leonard. Joe fühlt sich zu der schönen Roberta Elva hingezogen, dem Star der Show und zugleich Franks Frau. Obwohl Roberta Joes Interesse nicht fördert, schenkt er ihrer Darbietung große Aufmerksamkeit und schlägt ihr vor, die Nummer aufzupeppen, indem sie durch einen Reifen voller Messer springt. Frank ist von der Idee so beeindruckt, dass er Joe eine Stelle als sein Assistent anbietet. 
Als Frank nach Chicago reist, um eine weitere Eisbahn zu kaufen, überlässt er Joe die Leitung des Geschäfts. An diesem Abend nimmt Joe Roberta zum Abendessen mit. Als er nach Hause kommt, wartet Ronnie, eine ehemalige Freundin, in seinem Zimmer. Trotz Joes Ablehnung ist Ronnie entschlossen, ihn zurückzugewinnen. Joe ist jedoch von Roberta besessen und glaubt, dass sie seine Gefühle erwidert. Als Frank zurückkommt, wird er eifersüchtig auf Joe und nimmt Roberta mit in ihr Jagdhaus in den Bergen für einen Urlaub. Joe erfindet eine Ausrede, um mitzukommen, und Frank lädt ihn widerstrebend ein, die Nacht bei ihnen zu verbringen. Am nächsten Morgen, während Joe Roberta beim Schlittschuhlaufen auf dem See zusieht, schleicht sich Frank von hinten an ihn heran und versucht, Joe zu erschießen. Der Schuss löst eine Lawine aus und Frank verschwindet. Roberta und Joe kehren in die Stadt zurück, wo Roberta heimlich Harry Wheeler, einem von Franks vertrauenswürdigen Angestellten, erzählt, dass sie Frank in ihrer Wohnung gehört hat und glaubt, er sei nicht tot. Einige Zeit später findet Joe während einer Party in Robertas Wohnung Franks Ring in seinem Champagnerglas. 
Eines Nachts hört Roberta Geräusche aus Joes Büro. Als sie nachforscht, sieht sie, wie Joe einen Schreibtisch abschließt, der normalerweise unverschlossen bleibt. Sie findet dort Franks charakteristische Pfeife. Am nächsten Morgen erfährt Roberta, dass der Schreibtisch durch einen neuen ersetzt wurde und der alte verbrannt wurde. Roberta ist misstrauisch und beschuldigt Joe, Frank getötet und seine Leiche im Schreibtisch versteckt zu haben. Als Joe das Verbrechen gesteht, besteht Roberta darauf, dass er zur Polizei geht. In der Zwischenzeit hat Ronnie erfahren, warum Joe New York verlassen hat, und droht, ihn zu entlarven, wenn er nicht zu ihr zurückkommt. Er greift sie jedoch an und lässt keinen Zweifel daran, dass er sie nie zurücknehmen wird. Um Roberta davon abzuhalten, zur Polizei zu gehen, löst Joe die Befestigung eines der Messer in ihrem Ring. In letzter Minute bekommt Joe Skrupel und unterbricht die Show, bis das lose Messer repariert ist.  Als er den Saal verlässt, wird er von Ronnie, die draußen wartet, erschossen.

## Hintergrund
Gedreht wurde der Film von Mitte Oktober bis Anfang Dezember 1945 in den Monogram-Studios in Los Angeles.
Frank Paul Sylos oblag die künstlerische Leitung. George James Hopkins war für das Szenenbild zuständig. Otho Lovering überwachte den Schnitt. 
Der Film bedeutete für Eugene Pallette seine letzte Kinorolle.
Der im Film gespielte Song With You in My Arms stammte von Don Alexander und By Dunham, der Song Cabildo von Miguelito Valdés.

## Veröffentlichung
Die Premiere des Films fand am 15. Juni 1946 statt. In Österreich kam er am 21. April 1950 in die Kinos, in der Bundesrepublik Deutschland am 21. November 1950. Er wurde auch unter dem Titel Ein gefährlicher Rivale gezeigt.

## Kritiken
Der Filmkritiken-Aggregator Rotten Tomatoes hat in einer Auswertung ein Publikumsergebnis von 25 Prozent positiver Bewertungen ermittelt.
Bosley Crowther von der The New York Times zeigte sich unbeeindruckt. Er schrieb, die Leute von Monogram seien so abgehoben darüber, dass ihr neuer Film ihr erster „Millionen-Dollar-Film“ sei, dass wir uns fragen, warum irgendein prahlerisches Genie ihm nicht den Titel „Expense“ (dt. Kostenaufwand) gegeben hat. Zumindest würde ein solcher Titel auf das Wenige hinweisen, das in diesem Film stecke, und keine Erwartungen wecken, die er nicht erfülle. Denn abgesehen von ein paar Eislaufnummern, die vermutlich das ganze Geld gekostet haben, habe der Film nichts zu bieten, geschweige denn das, wovon der Titel spreche. Frank Tuttle führte Regie nach einem Drehbuch von Philip Yordan. Keiner ihrer Beiträge liege in der Millionen-Dollar-Klasse.
Das Lexikon des internationalen Films schrieb: „Variante des "film noir", die zwecks Attraktivitätssteigerung auf Musical-Einlagen und Artistik zurückgreift und dabei in die Nähe der Kolportage gerät. Nur in wenigen Szenen fasziniert die düstere, ins Albtraumhafte gesteigerte Erzählhaltung des klassischen "schwarzen" Thrillers.“